# Calderara & Bankmann
Calderara & Bankmann GmbH (abgekürzt „Caba“ genannt) war eine Wiener Parfümerie- und Seifenfabrik. Die Zentrale befand sich an der Gumpendorfer Straße 60 im 6. Wiener Gemeindebezirk Mariahilf.

## Geschichte

Werbung von Calderara & Bankmann mit Abbildung der Siederei, Maschinensaal, Adjustiersaal und Seifenpresslocal (1898)

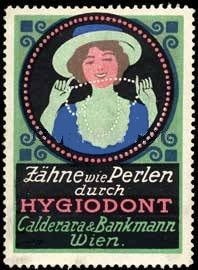
Werbemarke Zähne wie Perlen durch Hygiodont (1900)

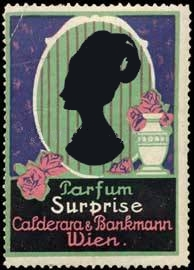
Werbemarke Parfum Surprise (1900)

Johann Calderara, gebürtig aus Mailand, begründete 1852 mit verhältnismäßig bescheidenen Mitteln ein Toilette-Seifen- und Parfümeriewarengeschäft. Josef Bankmann, geboren 1827 zu Korneuburg, trat dem Unternehmen 1863 als Gesellschafter ein. Von diesem Zeitpunkt an nahm der Betrieb stetigen Aufschwung. Die Fabrikation wurde in erweitertem Maße eingeleitet und in rationeller Weise geregelt, neue Absatzwege für die durch die Anerkennung des Publikums gewürdigten Erzeugnisse wurden aufgesucht und gesichert. Im Jahre 1868 erhielt die Firmainhaber den k.u.k. Hoftitel. Nach dem Tod des Begründers Calderara wurde 1875 Josef Bankmann der alleinige Chef des Hauses.
Um die Fabrikation in technischer und hygienischer Beziehung auf Höhe des modernen Fortschrittes zu erhalten, besuchte Josef Bankmann die großen Weltausstellungen und machte wiederholt Studienreisen nach Deutschland, Frankreich und England. So gelang es der Firma, auf inländischen und ausländischen Plätzen sich gegen die Konkurrenz der hervorragendsten Firmen zu behaupten. Aber nicht nur in Europa, sondern auch auf überseeischen Märkten setzte die Fabrik, welche im eigenen Hause eingerichtet mit den modernsten Maschinen ausgestattet war und durchschnittlich 80 weibliche und 30 männliche Arbeiter beschäftigte (1903) ihre Erzeugnisse ab.
Für ihre Toiletteprodukte, der hygienischen Körperpflege, Parfums und Spezialartikeln der Luxusklasse erhielt die Firma bei zahlreichen Ausstellungen, an denen sie vertreten war, erste Auszeichnungen.
Es erhielt silberne Medaillen bei den Ausstellungen in Paris 1867 und 1878, das Diplom d’Excellence und silberne Medaillen in Amsterdam 1869 und 1883, die große goldene Medaille 1872 in Moskau, die Verdienstmedaille 1873 in Wien, die Ausstellungs-Medaille 1876 bei der Centennial Exhibition in Philadelphia, die Fortschritts-Medaille 1879 in Sydney, die silberne Medaille 1881 in Melbourne, die goldene Medaille 1884 in Nizza, die große goldene Medaille 1885 in Antwerpen und die Medaille mit goldener Krone 1888 in Barcelona. Die Firma erhielt in der „Ersten Internationalen Ausstellung historischer Trachten und jetztzeitiger Bekleidungsartikel nebst deren Zubehör“ in Petersburg 1903 die Große goldene Medaille. In der „Nationalen Industrie-Ausstellung“ in Osaka hatte die Firma ebenfalls ausgestellt.
Bei verschiedenen Ausstellungen fungierte der Chef des Hauses als Juror. Auch die persönlichen Verdienste Josef Bankmann’s fanden Anerkennung sowie die Würdigung auswärtiger Souveräne. Er war Besitzer der k.u.k. Kriegsmedaille, des goldenen Verdienstkreuzes mit der Krone, der kaiserlich russischen großen goldenen Medaille am Bande des St. Annen-Ordens, Ritter des königlich belgischen Leopoldsorden und des königlich spanischen Isabellen-Ordens. Der zweimalige Besuch der Fabrik, 1878 und 1885, durch den Protector des Niederösterreichischen Gewerbevereins Erzherzog Carl Ludwig, war als besondere Auszeichnung im Gedenkbuch der Fabrik verzeichnet.
Die Fabrik befand sich in der Laxenburgerstraße 123 im 10. Bezirk Favoriten, im 1. Bezirk Am Graben 30 bestand eine Produktfiliale. Weitere Fabriken gab es in Podgórze in Krakau und Kacik im Jahre 1926.
Das Unternehmen wurde am 22. Dezember 1998 amtlich gelöscht, letzte Geschäftsführerin ab 1975 war Berta Piwonka (* 19. Jänner 1928). Die letzte Standortadresse war Praterstraße 12/8 im 2. Wiener Bezirk.

## Produkte und Werbung
Bekannte Produkte von Caba waren die Zahnpasta Hygiodont, das Parfum Surprise und das Gesichtswasser Russisch Leder, das bis mindestens 1967 hergestellt wurde.
Caba erkannte früh die Wirkung von Werbung und die Bedeutung von effektiver Vermarktung und arbeitete mit Künstlern zusammen, die die Plakate entwarfen. Reklame- oder auch Ereignismarken wurden damals für Werbung benutzt. Die meisten dieser Marken sind von 1900 bis 1918 erschienen und schon damals gesammelt worden. Die Werbemarken von Hygiodont und Surprise sind nur in rosa, grün, blau beziehungsweise violett, weiß und schwarz gehalten. In der Werbung von Hygiodont hält eine Dame aus der Jahrhundertwende mit Hut ihre Perlenkette zu ihren Zähnen hoch um den Werbespruch Zähne wie Perlen durch Hygiodont zu unterstreichen. In der Reklame „Surprise“ ist das schwarze Schattenprofil einer barocken Dame mit grünem, gestreiften Hintergrund in einem ovalen, weißen Bilderrahmen zu sehen. Rosa Rosen in einer Vase und vor dem Profil sollen die Geruchsnote des Parfums symbolisieren. Bei beiden Marken ist unter dem Bildnis der Damen der Name des Produktes und „Calderara & Bankmann Wien.“ in weiß, rosa und grün zu lesen.
Ein Werbeplakat um 1920 aus dem Atelier Hans Neumann zeigt eine enge Verschränkung von Bild und Schrift. Es zeigt von der Seite gesehen eine Dame auf einem weißen Elefanten sitzend. Die angewendeten Farben und die runden sowie zackigen Formen sind in die Schrift aufgenommen und variieren kunstvoll. Das Atelier Hans Neumann hatte eine große stilistische Bandbreite. Das Werbeplakat ist in diesem Fall im Art déco und verspielt und dekorativ passend zu den Produkten von Caba.